# Tropidomantis guttatipennis
Tropidomantis guttatipennis är en bönsyrseart som beskrevs av Carl Stål 1877. Tropidomantis guttatipennis ingår i släktet Tropidomantis och familjen Iridopterygidae. Inga underarter finns listade i Catalogue of Life.